# Lliga nigerina de futbol
La Lliga nigerina de futbol és la competició futbolística més important de Níger. Es disputa des de l'any 1966.

## Principals estadis
| Ciutat | Estadi                        | Capacitat |
| ------ | ----------------------------- | --------- |
| Niamey | Estadi Général Seyni Kountché | 50.000    |
| Niamey | Estadi du Camp Bagagi Iya     | 5.000     |
| Niamey | Estadi Municipal de Niamey    | 5.000     |
| Zinder | Estadi de Zinder              | 10.000    |
| Arlit  | Estadi d'Arlit                | 7.000     |
| Tahoua | Estadi Regional de Tahoua     | 5.000     |

## Historial
Font:
Abans de la independència
- 1952-53: Renaissance Elmina
- 1953-54: Renaissance Elmina
- 1954-55: Renaissance Elmina
- 1955-56: Renaissance Elmina

Després de la independència
- 1966:  Secteur 6 (1)
- 1967:  Secteur 6 (2)
- 1968:  Secteur 6 (3)
- 1969:  Secteur 6 (4)
- 1970:  Secteur 6 (5)
- 1971:  AS FAN (1)
- 1972: No es disputà
- 1973:  Secteur 7 (1)
- 1974:  Sahel SC (2)
- 1975:  AS FAN (2)
- 1976:  Olympic FC (6)
- 1977:  Olympic FC (7)
- 1978:  Olympic FC (8)
- 1979: No es disputà
- 1980:  AS Niamey (1)
- 1981:  AS Niamey (2)
- 1982:  AS Niamey (3)
- 1983:  Jangorzo FC (1)
- 1984:  Espoir FC (1)
- 1985:  Zumunta AC (1)
- 1986:  Sahel SC (3)
- 1987:  Sahel SC (4)
- 1988:  Zumunta AC (2)
- 1989:  Olympic FC (9)
- 1990:  Sahel SC (5)
- 1991:  Sahel SC (6)
- 1992:  Sahel SC (7)
- 1993:  Zumunta AC (3)
- 1994:  Sahel SC (8)
- 1995: No es disputà
- 1996:  Sahel SC (9)
- 1997-98:  Olympic FC (10)
- 1999:  Olympic FC (11)
- 2000:  JS du Ténéré (1)
- 2001:  JS du Ténéré (2)
- 2002: No es disputà
- 2003:  Sahel SC (10)
- 2004:  Sahel SC (11)
- 2004-05:  AS-FNIS (1)
- 2005-06:  AS-FNIS (2)
- 2006-07:  Sahel SC (12)
- 2007-08:  AS Police (1)
- 2008-09:  Sahel SC (13)
- 2009-10:  AS FAN (3)
- 2010-11:  AS GNN (3)
- 2011-12:  Olympic FC (12)
- 2012-13:  AS Douanes (1)
- 2013-14:  AS GNN (4)
- 2014-15:  AS Douanes (2)
- 2015-16:  AS FAN (4)
- 2016-17:  AS FAN (5)
- 2017-18:  AS SONIDEP (1)
- 2018-19:  AS SONIDEP (2)
- 2019-20: Abandonat
- 2020-21:  US Gendarmerie Nationale (1)
- 2021-22:  ASN Nigelec (1)
- 2022-23:  AS GNN (5)